# Décennie 1420 en arts plastiques
Chronologie des arts plastiques
Années 1410 - Années 1420 - Années 1430
Cet article concerne les années 1420 en arts plastiques.

## Événements
- 1422-1424 : le peintre flamand Van Eyck est au service de Jean III de Bavière, prince-évêque de Liège, devenu comte de Hollande. Il travaille à la décoration du palais de La Haye[1].
- 1423 : les peintres Masaccio et Masolino da Panicale se rendent à Rome pour le jubilé de 1423[2]. Ils s’associent à leur retour à Florence.

- 19 mai 1425 : après la mort de Jean III de Bavière en janvier 1425, Jan van Eyck entre au service du duc de Bourgogne. Valet de chambre et peintre officiel, il est chargé de plusieurs missions en Angleterre, peut-être à Prague et en Italie mais certainement en Espagne (1426-1427) et au Portugal, (1429) d’où il expédie au duc le portrait de la princesse Isabelle, sa future épouse[3].
- Septembre 1425-juillet 1427 : le peintre Masolino da Panicale part travailler en Hongrie[4].
- 1425-1430 : le peintre florentin Paolo Uccello se rend à Venise où il travaille aux mosaïques de la basilique Saint-Marc[5].
- 5 mars 1427 : Rogier van der Weyden entre dans l’atelier du peintre Robert Campin à Tournai[6].
- 1428 : Masaccio et Masolino da Panicale se rendent à Rome. Ils réalisent les fresques de la Chapelle Branda dans l’église San Clemente et le triptyque de Sainte-Marie-Majeure[7].

## Réalisations
- Vers 1420 : Madone à la caille, tableau de Pisanello[8].
- 1420-1424 : Lorenzo Monaco peint les fresques de la chapelle Bartolini Salimbeni sur la « Vie de la Vierge » et le retable l'Annonciation Bartolini Salimbeni[9].
- 1420-1425 : Nativité, peinture de Robert Campin[8].

- 1421-1427 : réalisation du Festin d’Hérode, bas-relief en bronze doré des fonts baptismaux du dôme de Sienne, du sculpteur Donatello[10].

- 1422 : triptyque de San Giovenale première œuvre connue de Masaccio. Le peintre s’inscrit à la corporation des «Medici e Speziali» dont dépendent les peintres à Florence. Il rencontre Masolino da Panicale avec qui il se lie d’amitié.
- Vers 1422-1424 : Heures de Milan-Turin, Missel et livre de prières enluminé, exécutés pour le duc Guillaume IV de Bavière, les plus anciennes œuvres connues de Van Eyck.
- 1423 : l’Adoration des Mages, retable de Gentile da Fabriano pour la chapelle Strozzi de l’église Santa Trinita de Florence[11].

- 1424 : Masaccio et Masolino da Panicale commencent à peindre les fresques de la chapelle Brancacci de l’église du Carmine à Florence, dont celle d'Adam et Ève chassés du Paradis[12] ; les travaux sont suspendus puis achevés par Filippino Lippi en 1481-1482[13].
- 1424-1425 :
  - retable de saint Thomas Becket du peintre allemand Maître Francke[8].
  - Vierge à l'Enfant avec sainte Anne, peint par Masaccio et Masolino da Panicale pour l'église Sant'Ambrogio de Florence[14].
- 1424-1426 : Annonciation, fresques de l'église San Fermo à Vérone,  de Pisanello[8].
- Mai 1425 : l’Autel Quaratesi est réalisé à Florence par Gentile da Fabriano[15].
- 1425 : le peintre flamand Hubert van Eyck commence le retable de L'agneau mystique (terminé par son frère Jan van Eyck en 1431)[11].

- Vers 1425-1427 :
  - triptyque de Mérode de Robert Campin[16].
  - avant son départ pour Rome, Masaccio réalise la fresque de La Trinité dans l’église de Santa Maria Novella, à Florence[13].

- 1425-1430 : La Vierge à l'écran d'osier, peinture de Robert Campin[17].
- 1425-1452 : Lorenzo Ghiberti réalise la Porte du Paradis, troisième porte en bronze du baptistère de Florence[18].

- 19 février 1426  : Masaccio reçois la commande du triptyque du Carmine à Pise, aujourd’hui démembré.

- Vers 1426 : Fra Angelico peint le retable de l'Annonciation pour le couvent San Domenico de Fiesole[19].
- 1426-1427 : Gentile da Fabriano décore Saint-Jean-de-Latran à Rome[8].

- 1427 : fresques figurant la vie de saint Jean-Baptiste peintes à Rome par Gentile da Fabriano[20].
- 1428-1429 :
  - Fra Angelico peint le Triptyque de saint Pierre martyr[21].
  - Saint François recevant les stigmates, deux versions d'une peinture attribuées à Jan Van Eyck[22].
- 1428-1430 :
  - Andreï Roublev décore l’église du monastère Saint-Andronic à Moscou[23].
  - Jacopo della Quercia réalise l’Annonce à Zacharie, relief en bronze destiné aux fonts baptismaux du baptistère de la cathédrale de Sienne[24]
- 1429-1430 : Retable de l’abbaye de Flémalle réalisé par Robert Campin, longtemps attribuée à un anonyme (le Maître de Flemalle), composé d'une Déposition (disparue), d'une sainte Véronique, d'une Vierge à l'enfant et d'une Trinité en grisaille[25].

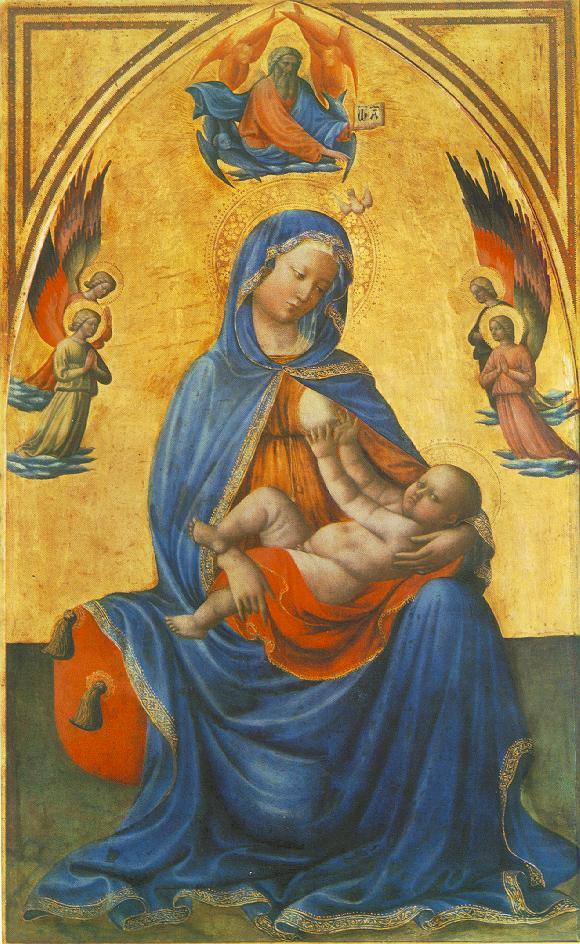
Vierge à l’enfant, peinture sur bois de Masolino da Panicale.
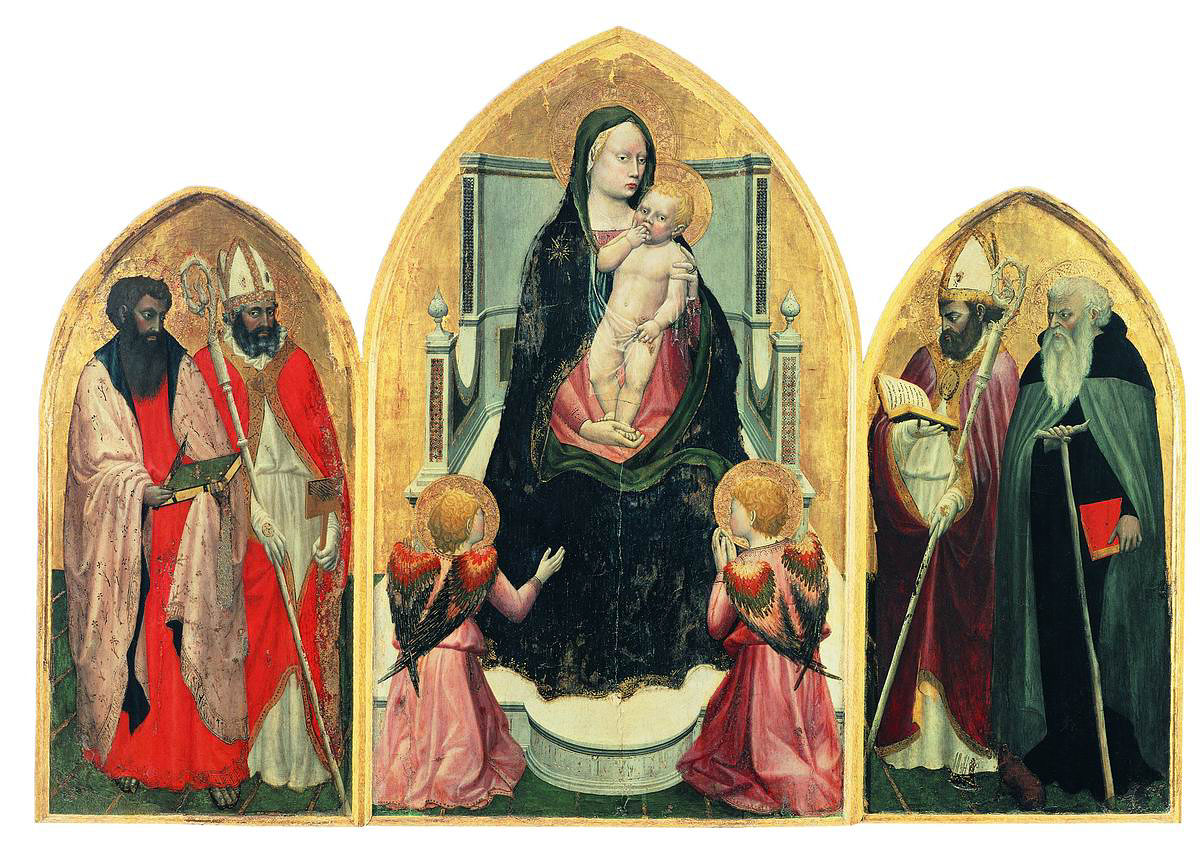
Triptyque de San Giovenale de Masaccio.
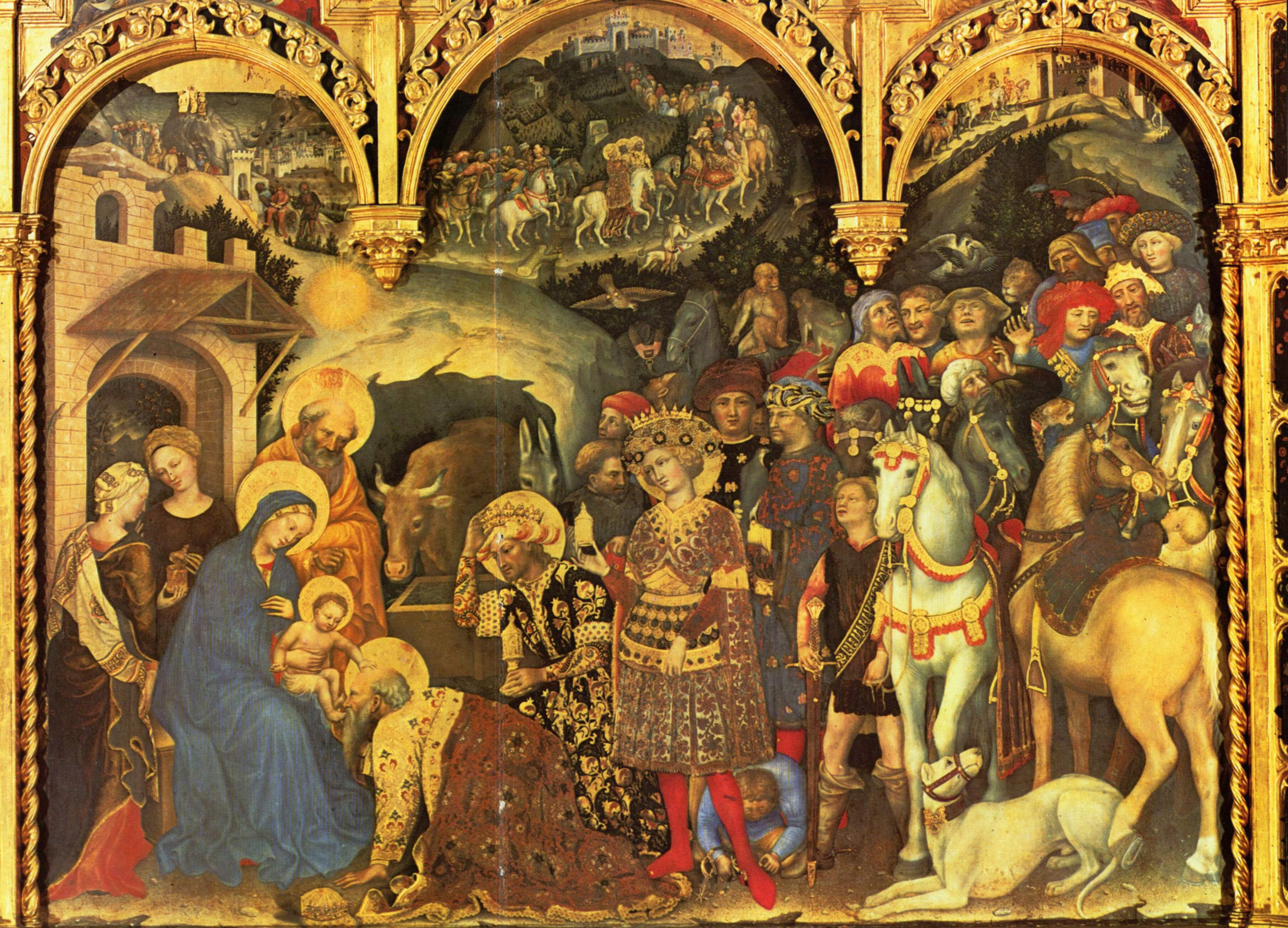
L’Adoration des Mages, de Gentile da Fabriano
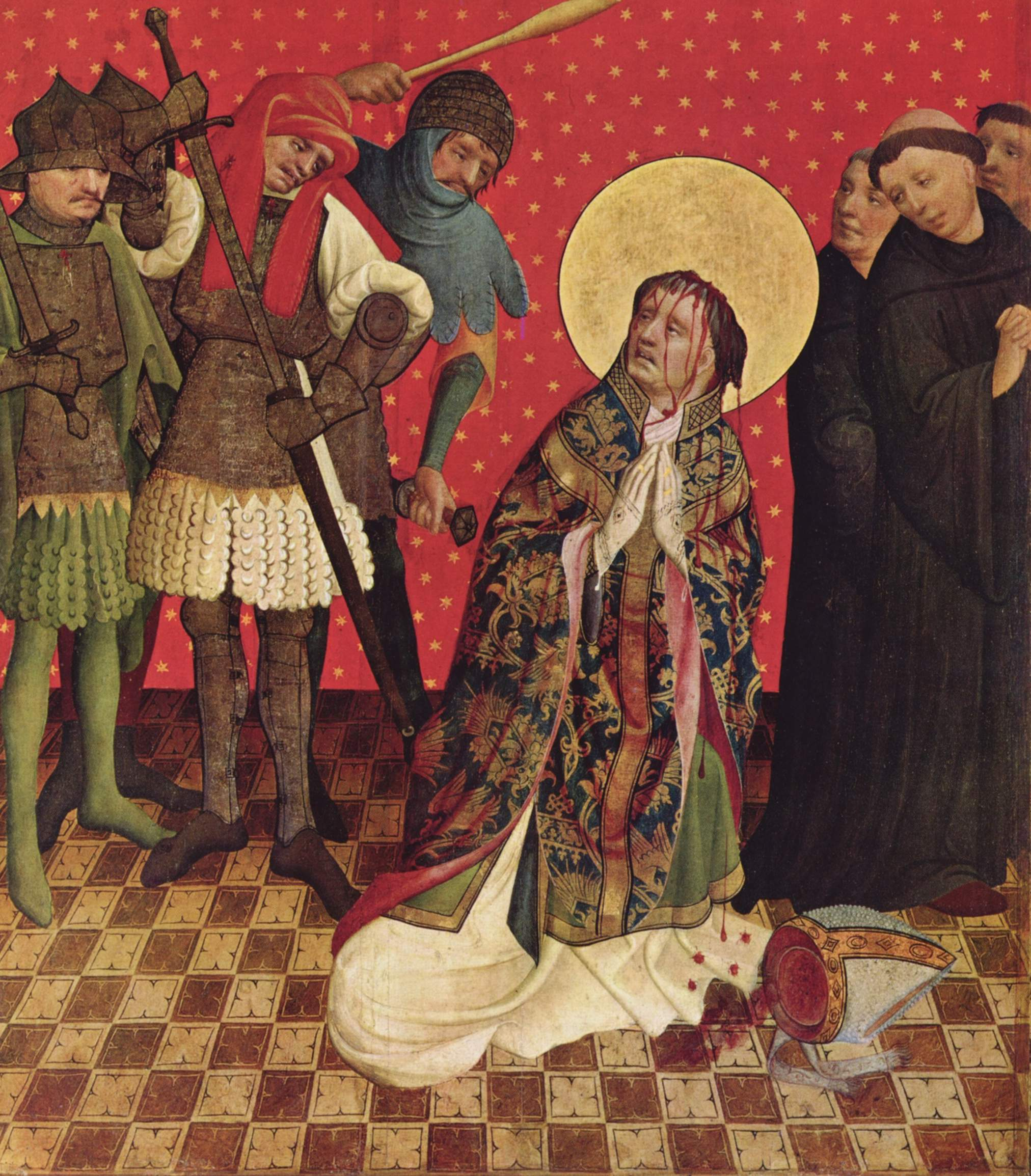
Détail du Retable de saint Thomas Beckett, de Meister Francke.
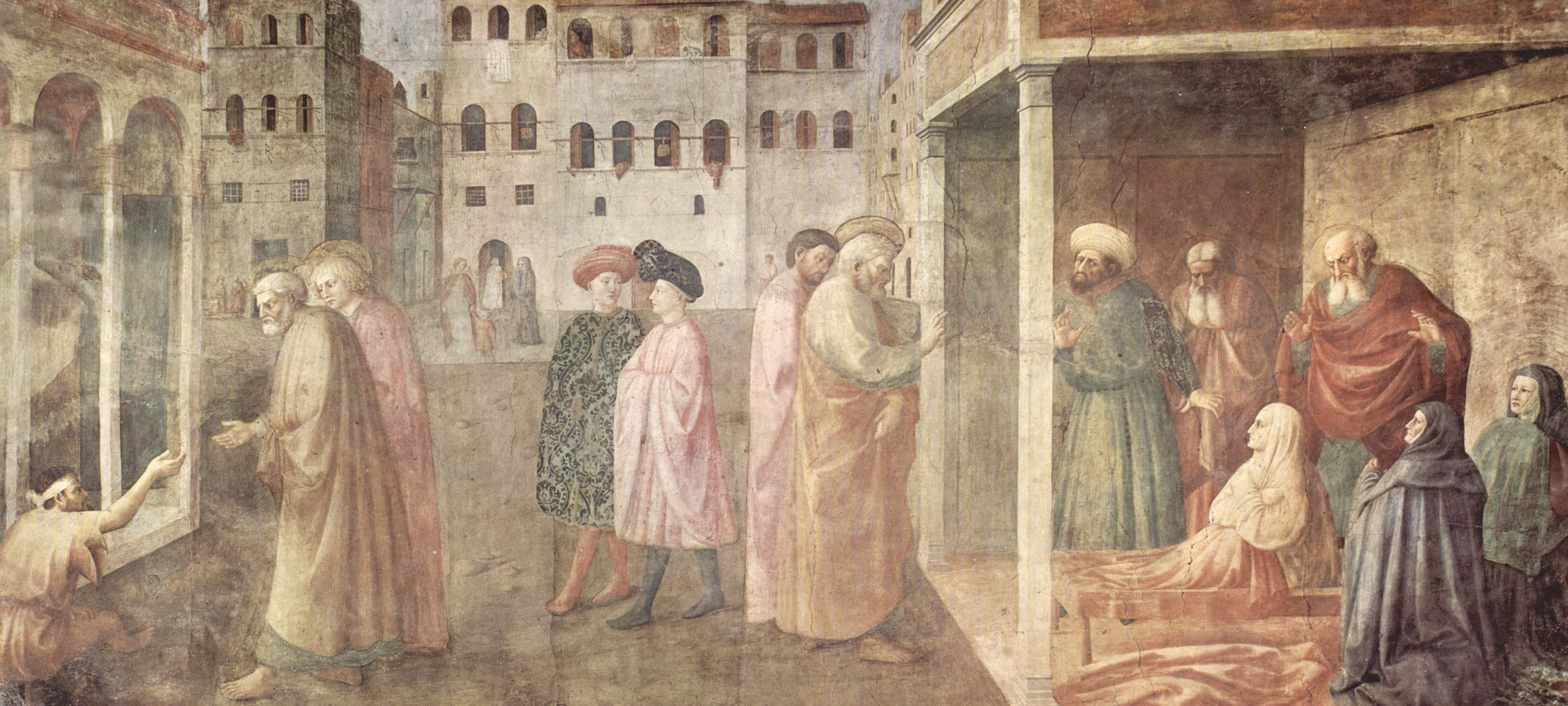
Fresques de la chapelle Brancacci
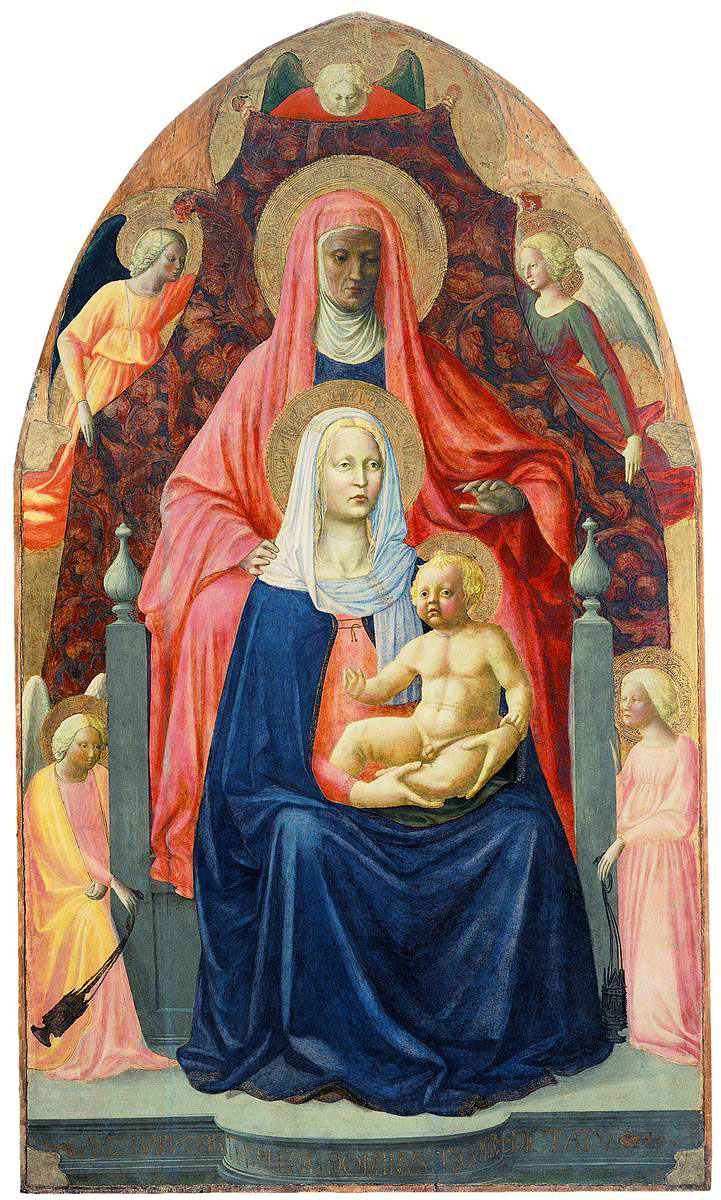
Sainte Anne Metterza réalisation commune de Masaccio et Masolino da Panicale peinte pour l’église de Sant’ Ambrogio vers 1425.
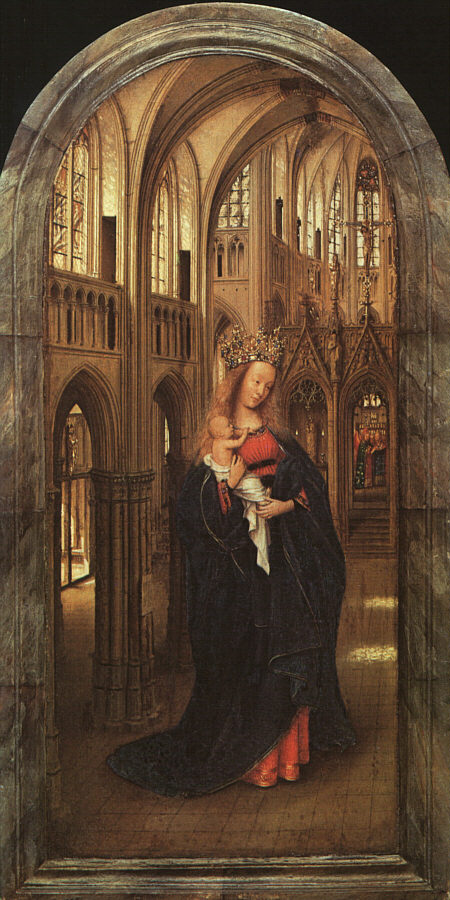
Vierge dans une église de Jan Van Eyck, vers 1425.
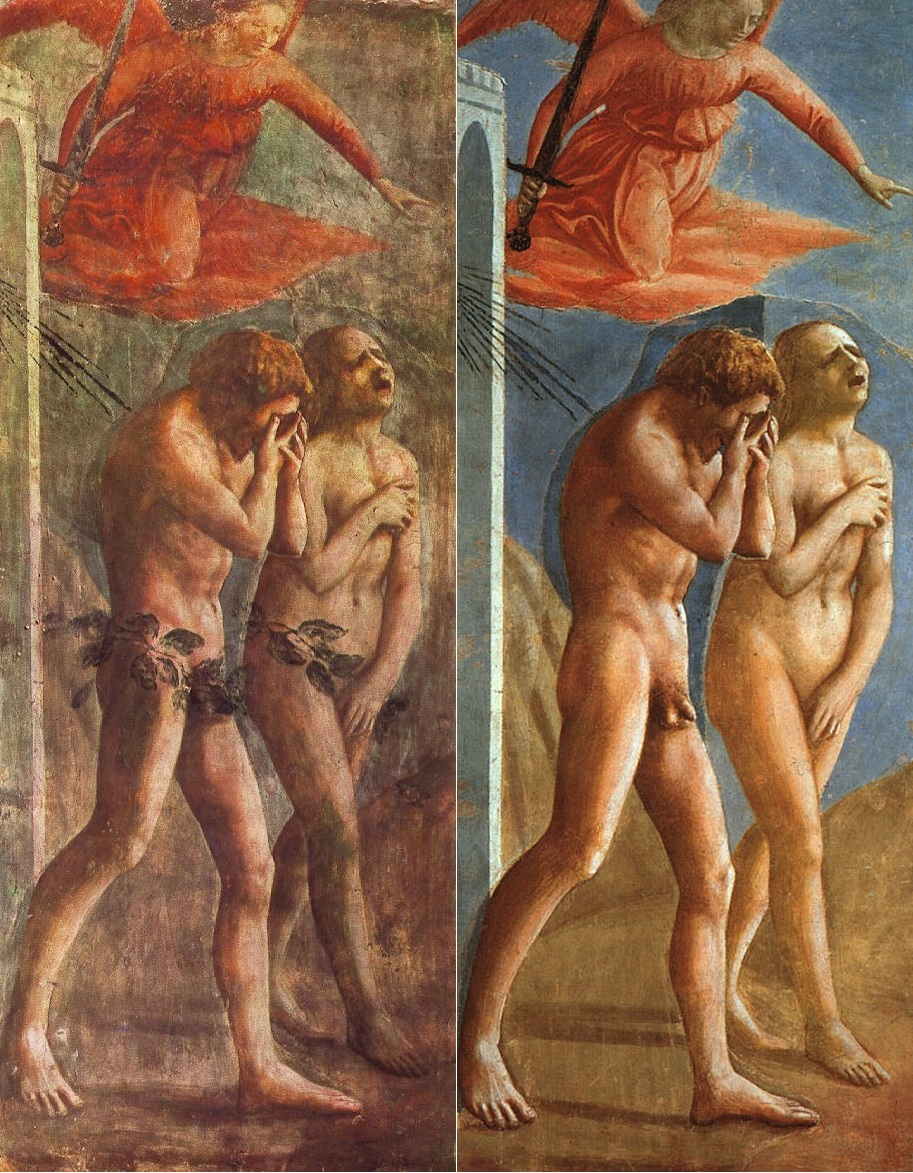
Adam et Ève chassés du Paradis, avant et après restauration
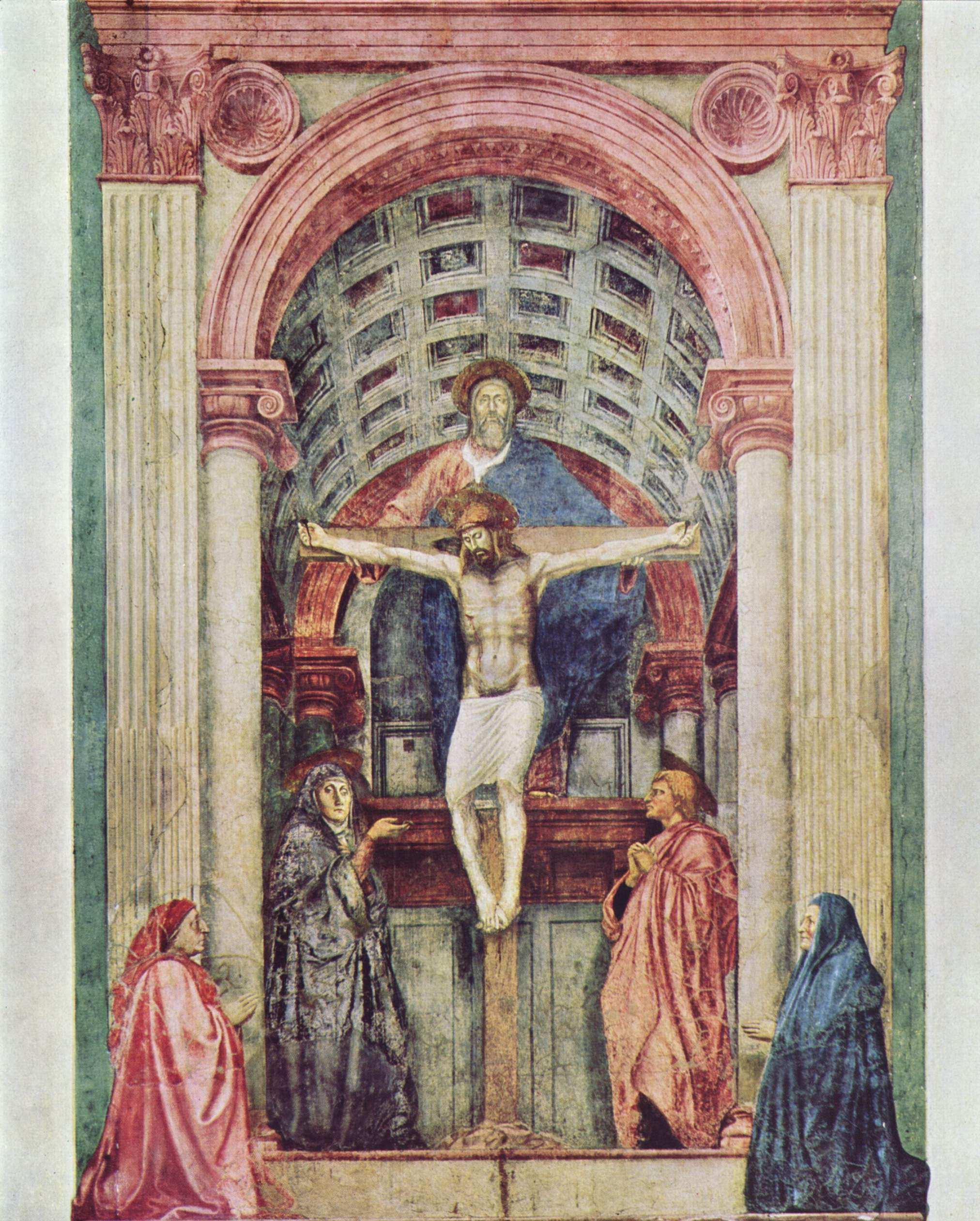
La Trinité, fresque de Masaccio
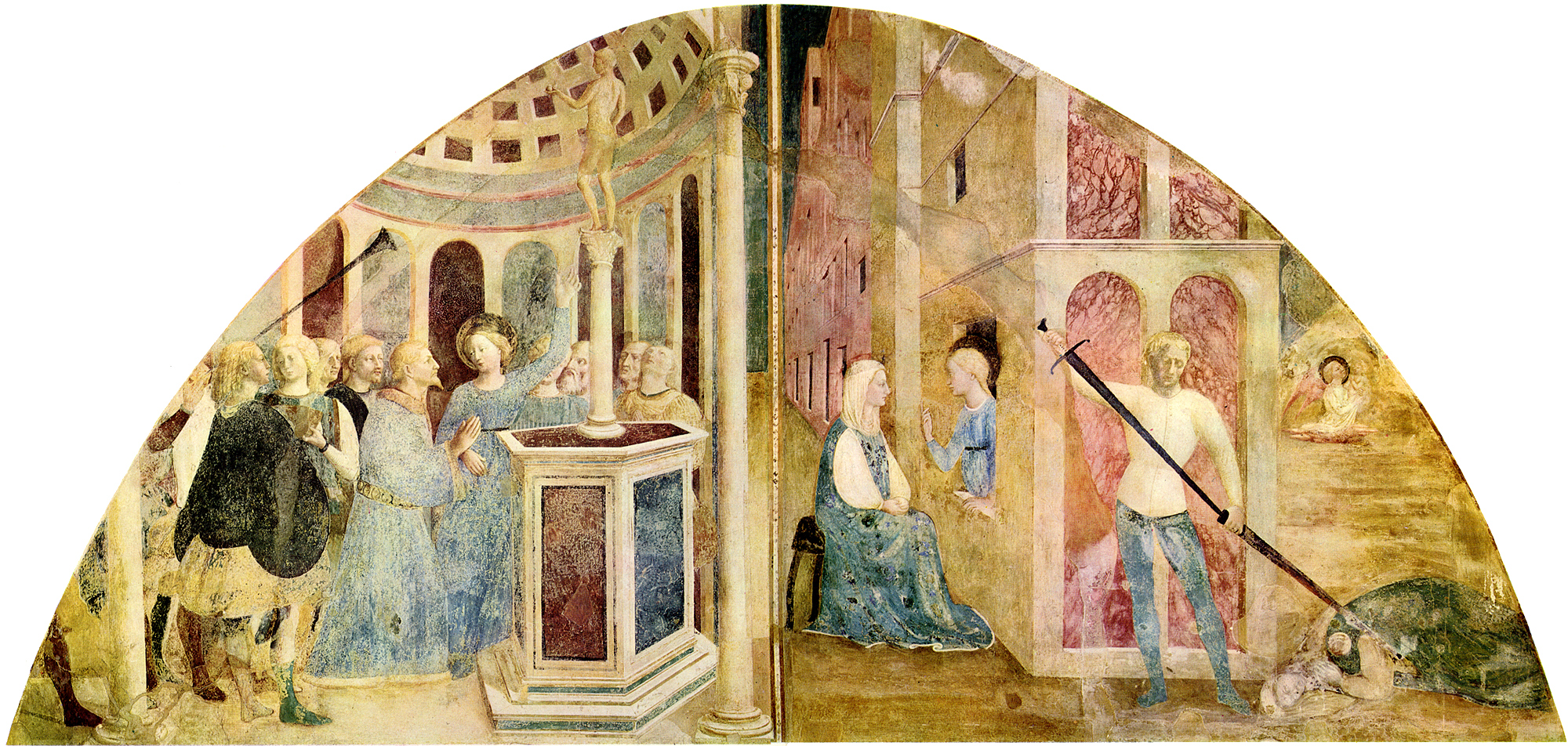
Fresque de la chapelle Santa Caterina de l'église San Clemente à Rome par Masolino da Panicale
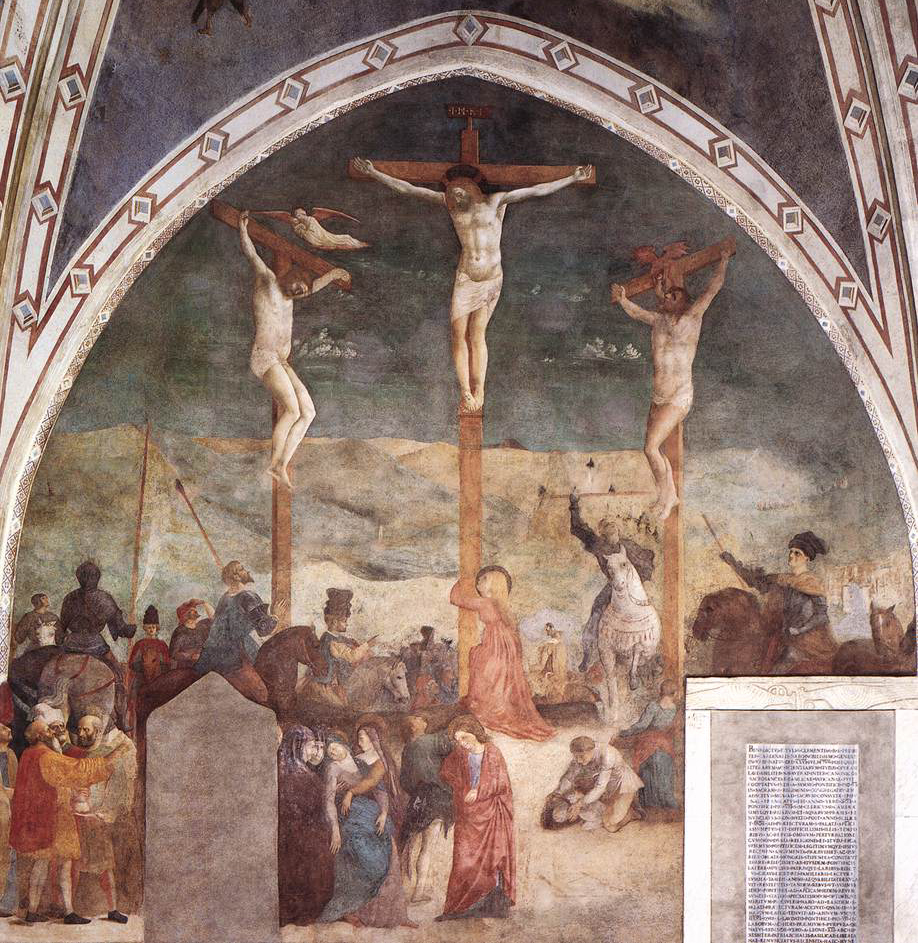
Crucifixion, de Masolino, église San Clemente, Rome.

## Naissances
- 1420 : 
  - Barthélemy d'Eyck, peintre flamand.
  - Giovanni Francesco da Rimini, peintre italien.
  - Benedetto Bonfigli, peintre italien.
  - Sesshū, peintre chinois.
- 1420 ou 1424 : Benozzo Gozzoli, peintre italien.
- Vers 1420 : 
  - Jean Fouquet, peintre français.
  - Matteo de' Pasti, médailleur, sculpteur et enlumineur italien.
  - Bartolomeo Caporali, peintre italien.
  - Loyset Liédet, enlumineur flamand.
  - Maître E. S., graveur, orfèvre et dessinateur allemand.
- Vers 1420-1425 : Fra Carnevale, peintre et architecte italien.
- Vers 1420-1430 : Nicolas Gerhaert de Leyde, sculpteur flamand.
- 1425 : Antoine Le Moiturier, sculpteur français.
- Vers 1425 :
  - Simon Marmion, peintre français.
  - Andrija Aleši, peintre, sculpteur et architecte albanais.
- Vers 1425-1430 : Vincenzo Foppa, peintre de l'école lombarde.
- Vers 1425-1433 : Giovanni Bellini, peintre italien.
- 1426 : Maso Finiguerra, orfèvre et un graveur italien.
- 14 octobre 1427 : Alesso Baldovinetti, peintre italien.
- 1427 :
  - Shen Zhou, peintre chinois.
  - Antonio Rossellino, peintre italien.
- Vers 1429 : Mino da Fiesole, sculpteur florentin.
- 1429 : Gentile Bellini, peintre italien,
- 17 janvier 1429 : Antonio Pollaiuolo, peintre italien,

## Décès
- 1421 : Nanni di Banco, sculpteur italien.
- 1422 : Taddeo di Bartolo, peintre italien.
- Après 1422 : Conrad von Soest, peintre allemand.
- Vers 1425 : Lorenzo Monaco, peintre italien.
- Vers 1426 : Lluís Borrassà, peintre aragonais.
- 1426 : Hubert van Eyck, peintre flamand.
- 1427 :
  - Gentile da Fabriano, peintre italien.
  - Lorenzo di Bicci, peintre italien.
- Vers 1427-1430 : Andreï Roublev, peintre d'icônes russe.
- 1428 :
  - Masaccio, peintre italien.
  - Andrea di Bartolo, peintre italien.